# Kazícka Kýčera
Kazícka Kýčera (910,4 m n. m.  ) je nejvyšší hora  geomorfologické části Rakovské hornatiny ve východní části pohoří Javorníky. 

## Polohopis
Nachází se přibližně 4 km severovýchodně od Dlhého Pole, na hranici katastrálního území této obce a obce Divina.  Leží v jižní části Rakovské hornatiny, v jihovýchodní části podcelku Vysoké Javorníky.  Díky značné nadmořské výšce nabízí sice porostem omezené, ale daleké výhledy na široké okolí.
Kazícka Kýčera leží uprostřed rozsáhlého masivu, který je součástí horského hřebene, vedoucího od Dlhej nad Kysucou na severu, až po Svederník na jihu. Z vrcholů přesahujících 800 m jsou v sousedství severně ležící Capová (869 m n. m.), jižně ležící Čierťaž (856 m n. m.) a na jihovýchodě i Ráztoka (866 m n. m.). Západně orientované svahy odvádějí vodu horskými potoky do Dlhopoľky a odtud do Váhu, z východních svahů voda putuje Rudinským potokem do řeky Kysuca. 

## Přístup
Vrcholem Kazíckej Kýčery nevede značený chodník, ale  modře značená trasa vrchol traverzou obchází východním směrem. Značený chodník vede z Budatína přes Sedlo pod Raztoky pod vrchol a dále severním směrem do Sedla pod Grapou, kde se připojuje na  červeně značenou Javornickou magistrálu. Nejlehčí přístup je po  z osady Mračkov ( Dlhá nad Kysucou) nebo z jihovýchodu po  žluté a ze Sedla pod Raztoky po  modré značce.  Neznačenými stezkami je lesem možný přístup i z osad Štefánkovci a Dobošovci.